# Ельфа (Вільнюс)
Футбольний клуб «Ельфа» Вільнюс (лит. Futbolo klubas Vilniaus Elfa) — колишній литовський футбольний клуб з Вільнюса, що існував у 1953—1992 роках.

## Історія назв
- 1953 — Ельфа;
- 1974 — Електроніка;
- 1976  — Електронас;
- 1990 — Ельфа.

## Досягнення
- А-ліга
  - Бронзовий призер (1): 1955.